# سوني جونسون
سوني جونسون (بالإنجليزية: Sunny Johnson)‏ هي ممثلة أمريكية، ولدت في 21 سبتمبر 1953 ببيكرسفيلد في الولايات المتحدة، وتوفيت في 19 يونيو 1984 بلوس أنجلوس في الولايات المتحدة.

## أعمال

### أفلام
- (1983) فلاش دانس[2][3][4]

## وصلات خارجية
- سوني جونسون على موقع IMDb (الإنجليزية)
- سوني جونسون على موقع روتن توميتوز (الإنجليزية)
- سوني جونسون على موقع ألو سيني (الفرنسية)
- سوني جونسون على موقع ميوزك برينز (الإنجليزية)
- سوني جونسون على موقع أول موفي (الإنجليزية)
- سوني جونسون على موقع قاعدة بيانات الأفلام السويدية (السويدية)
- سوني جونسون على موقع قاعدة بيانات الفيلم (الإنجليزية)
- سوني جونسون على موقع كينوبويسك (الروسية)